# Crotalus pricei
Nomes comuns: cascavel-de-manchas-geminadas,. cascavel-de-manchas-geminadas-ocidental,
Crotalus pricei é uma serpente venenosa da família Viperidae, subfamília Crotalinae que pode ser encontrada nos Estados Unidos e México. Actualmente são reconhecidas duas subespécies incluindo a subespécie nominal aqui descrita.

## Etimologia
O nome específico, pricei, foi dado em homenagem a William Wightman "Billy" Price (1871–1922), um biólogo de campo, que recolheu os primeiros espécimes que constituem a série-tipo.

## Descrição
Os adultos geralmente não excedem os  50–60 cm de comprimento total (incluindo a cauda). O comprimento total máximo registado é 66 cm.
O padrão de cores consiste de um fundo cinzento, cinza-azulado, ou castanho-claro a avermelhado, normalmente salpicado por pequenas manchas castanhas. Sobrepostas a este fundo existe uma série de manchas dorsais que tendem a estar divididas ao longo da linha mediana formando 39 a 64 pares.

## Nomes comuns
Os seus nomes comuns são cascavel-de-manchas-geminadas, cascavel-de-manchas-geminadas-ocidental, cascavel-de-price, cascavel-mosqueada-do-arizona, cascavel-mosqueada, e cascavel-de-manchas-geminadas-do-arizona.

## Distribuição geográfica
Esta serpente é encontrada nos Estados Unidos no sudeste do Arizona. No norte do México ocorre na Sierra Madre Occidental de Sonora, Chihuahua, e Durango. Também se pode encontrar na Sierra Madre Oriental no sudeste de Coahuila, Nuevo León, e Tamaulipas, com registos isolados em San Luis Potosí e Aguascalientes. A localidade tipo indicada é "Montanhas Huachua, Arizona" (Condado de Cochise, Estados Unidos).

## Estatuto de conservação
Esta espécie está classificada como Pouco Preocupante na Lista Vermelha da IUCN de espécies ameaçadas (v3.1, 2001). As espécies assim classificadas apresentam ampla distribuição geográfica, grande população estimada ou não é provável que estejam a sofrer um declínio suficientemente rápido para ser classificadas numa categoria de maior ameaça. A tendência populacional era estável quando foi avaliada em 2007.

## Subespécies
| Subespécies       | Autor              | Nome comum                              | Distribuição geográfica                                                 |
| ----------------- | ------------------ | --------------------------------------- | ----------------------------------------------------------------------- |
| C. p. miquihuanus | Gloyd, 1940        | Cascavel-de-manchas-geminadas-oriental  | México: sudeste de Coahuila, Nuevo León e Tamaulipas                    |
| C. p. pricei      | Van Denburgh, 1895 | Cascavel-de-manchas-geminadas-ocidental | Estados Unidos: sudeste do Arizona, México: Sonora, Chihuahua e Durango |